# 牙間隙
牙間隙（學名：diastema），亦作齿虚位，是指兩枚牙齒之間的空隙。很多哺乳動物物種的牙齒都有牙間隙，當中大多數都位於門齒與凹齒之間。
而某些人類在其門齒之間亦有牙間隙。在非洲某些部落，前牙間隙被認為是一種審美標準。